# Zeitbewertung
Bei einer Zeitbewertung wird der Zeitverlauf eines Schalldruckpegels, der mit Schallpegelmessern oder Analysatoren gemessen wird / wurde, mit einer bestimmten Zeitkonstanten gefiltert. Bei digitalen Schallpegelmessern gibt sie an, wie lange die Wellenform abgetastet wird, bevor ihr Effektivwert berechnet wird. Die eingestellte Zeitbewertung beeinflusst somit die Trägheit des angezeigten oder gemessenen Pegelverlaufes. 

## Genormte Zeitbewertungen
In DIN EN 61672 - 1 sind verschiedene Zeitbewertungen genormt:
| engl. Name       | Abkürzung | Zeitkonstante in ms | Zeitkonstante in ms                  | ergibt folgenden Zeitverlauf des (angezeigten oder aufgezeichneten) Pegels |
| engl. Name       | Abkürzung | Pegelanstieg        | Pegelabfall                          | ergibt folgenden Zeitverlauf des (angezeigten oder aufgezeichneten) Pegels |
| ---------------- | --------- | ------------------- | ------------------------------------ | --- |
| slow (langsam)   | s         | 1000                | 1000                                 | stark gedämpft |
| fast (schnell)   | F         | 125                 | 125                                  | deutlich unruhiger |
| impulse (Impuls) | I         | 35                  | 1500                                 | lt. Anhang C der o. g. Norm (informativ): schnelle Anstiege bei einzelnen Schallereignissen, anschließend ein nur relativ langsames Abfallen. Diese Zeitbewertung sollte ursprünglich zur besseren Bewertung von impulsartigen Schallereignissen dienen; nach den Angaben des Anhanges C ist sie hierfür jedoch nicht geeignet. |
| peak (Spitze)    | P         | (sehr kurz)         | (kein Abfall des angezeigten Pegels) | der Spitzenwert im gesamten Pegelverlauf wird gehalten |

Zur Kennzeichnung wird bei der Pegelangabe die verwendete Zeitkonstante im Index genannt, also z. B. LI für Impulsbewertung. Wird zusätzlich eine Frequenzbewertung verwendet, so wird auch diese als Index angegeben, und zwar als erster Index (z. B. LBpeak bei B-Bewertung und Zeitbewertung "Peak").
Je nach Messaufgabe werden unterschiedliche Zeitbewertungen eingesetzt. Auch in Normen zur Geräuschmessung werden die jeweils zu verwendenden Zeitbewertungen genannt.

## Fensterfunktionen
In gewissem Sinne sind auch die in der digitalen Signalverarbeitung verwendeten Fensterfunktionen Bewertungen im Zeitbereich. Der Begriff "Zeitbewertung" bezieht sich in der akustischen Messtechnik jedoch überwiegend auf die oben erläuterten genormten Bewertungen des Pegelverlaufs.